# Biathlon na Zimowych Igrzyskach Olimpijskich 1988 – sztafeta
Biathlonowa sztafeta mężczyzn na Zimowych Igrzyskach Olimpijskich 1988 na dystansie 4 x 7,5 km odbyła się 26 lutego. Była to trzecia i ostatnia konkurencja biathlonowa podczas tych igrzysk. Zawody odbyły się na trasach w Canmore, niedaleko Calgary. Do biegu zostało zgłoszonych 16 reprezentacji. 
Tytuł mistrzów olimpijskich obroniła reprezentacja ZSRR, dla której było to piąte zwycięstwo z rzędu. Wicemistrzami olimpijskimi zostali reprezentanci RFN, a brązowy medal wywalczyli Włosi, dla których był to pierwszy olimpijski medal w sztafecie.

## Wyniki
| Pozycja | Nr | Reprezentacja                                                                           | Czas                                      | Strzelanie        | Strata   |
| ------- | -- | --------------------------------------------------------------------------------------- | ----------------------------------------- | ----------------- | -------- |
|         | 3  | ZSRR · Dmitrij Wasiljew · Siergiej Czepikow · Aleksandr Popow · Walerij Miedwiedcew     | 1:22:30.0 21:04,3 20:12,0 20:35,1 20:38,6 | 0 0+0             | -        |
|         | 5  | RFN · Ernst Reiter · Stefan Höck · Peter Angerer · Fritz Fischer                        | 1:23:37.4 21:05,7 21:18,0 20:33,9 20:39,8 | 0 0+0             | +1:07,4  |
|         | 9  | Włochy · Werner Kiem · Gottlieb Taschler · Johann Passler · Andreas Zingerle            | 1:23:51.5 20:57,9 21:31,1 20:38,6 20:43,9 | 0 0+0             | +1:21,5  |
| 4       | 1  | Austria · Anton Lengauer-Stockner · Bruno Hofstätter · Franz Schuler · Alfred Eder      | 1:24:17.6 20:55,6 21:20,5 21:15,1 20:46,4 | 0 0+0             | +1:47,6  |
| 5       | 11 | NRD · Jürgen Wirth · Frank-Peter Roetsch · Matthias Jacob · André Sehmisch              | 1:24:28.4 22:51,8 20:20,9 20:29,1 20:46,6 | 3 3+0 0+0         | +1:58,4  |
| 6       | 4  | Norwegia · Geir Einang · Frode Løberg · Gisle Fenne · Eirik Kvalfoss                    | 1:25:57.0 21:58,6 21:46,4 20:59,9 21:12,1 | 0 0+0             | +3:27,0  |
| 7       | 10 | Szwecja · Peter Sjödén · Mikael Löfgren · Roger Westling · Leif Andersson               | 1:29:11.9 22:18,3 21:25,0 23:40,2 21:48,4 | 3 0+0 0+3 0+0     | +6:41,9  |
| 8       | 16 | Bułgaria · Wasił Bożiłow · Władimir Weliczkow · Krasimir Widenow · Christo Wodeniczarow | 1:29:24.9 22:14,7 20:58,8 23:28,2 22:43,2 | 7 1+0 0+0 4+0 0+2 | +6:54,9  |
| 9       | 8  | Stany Zjednoczone · Lyle Nelson · Curt Schreiner · Darin Binning · Josh Thompson        | 1:29:33.0 22:43,3 21:39,7 22:17,3 22:52,7 | 2 1+0 0+0 1+0     | +7:03,0  |
| 10      | 12 | Francja · Éric Claudon · Jean-Paul Giachino · Hervé Flandin · Francis Mougel            | 1:30:22.8 21:58,1 23:58,2 21:26,8 22:59,7 | 6 0+0 4+0 0+0 0+2 | +7:52,8  |
| 11      | 6  | Czechosłowacja · Jiří Holubec · František Chládek · Tomáš Kos · Jan Matouš              | 1:30:48.8 21:53,2 23:52,7 23:32,2 21:30,7 | 3 0+0 3+0 0+0     | +8:18,8  |
| 12      | 2  | Finlandia · Juha Tella · Antero Lähde · Arto Jääskeläinen · Tapio Piipponen             | 1:30:54.4 23:33,0 22:54,1 22:46,5 21:40,8 | 5 3+0 0+2 0+0     | +8:24,4  |
| 13      | 13 | Wielka Brytania · Mike Dixon · Mark Langin · Carl Davies · Trevor King                  | 1:31:44.6 21:35,6 21:55,5 23:31,5 24:42,0 | 5 0+0 0+1 0+4     | +9:14,6  |
| 14      | 15 | Japonia · Tadashi Nakamura · Misao Kodate · Akihiro Takizawa · Kōichi Satō              | 1:32:52.4 23:26,6 21:46,9 25:15,1 22:23,8 | 6 2+1 1+0 2+0 0+0 | +10:22,4 |
| 15      | 7  | Kanada · Charles Plamondon · Glenn Rupertus · Ken Karpoff · Jamie Kallio                | 1:33:37.0 24:48,4 22:52,4 22:29,6 23:26,6 | 4 1+2 1+0 0+0     | +11:07,0 |
| 16      | 14 | Korea Południowa · Hong Byung-Sik · Joo Young-Dai · Kim Yong-Woon · Shin Young-Sun      | 1:51:42.7 26:42,0 26:38,9 29:43,4 28:38,4 | 7 0+1 2+1 0+2 1+0 | +29:12,7 |